# Большая Оленья
Большая Оленья — река в России, протекает по территории Красноселькупского района Ямало-Ненецкого автономного округа. Исток расположен вблизи истока реки Пихтовой. Устье реки находится в 149 км по левому берегу реки Ратта. Вблизи устья Большой Оленьей расположено устье Малой Оленьей. Долина в среднем течении заболочена. Длина реки составляет 21 км.

## Данные водного реестра
По данным государственного водного реестра России относится к Нижнеобскому бассейновому округу, водохозяйственный участок реки — Таз, речной подбассейн реки — Подбассейн отсутствует. Речной бассейн реки — Таз.
По данным геоинформационной системы водохозяйственного районирования территории РФ, подготовленной Федеральным агентством водных ресурсов:
- Код водного объекта в государственном водном реестре — 15050000112115300064027
- Код по гидрологической изученности (ГИ) — 115306402
- Код бассейна — 15.05.00.001
- Номер тома по ГИ — 15
- Выпуск по ГИ — 3